# Sciapus opacus
Sciapus opacus är en tvåvingeart som först beskrevs av Friedrich Hermann Loew 1866.  Sciapus opacus ingår i släktet Sciapus och familjen styltflugor. Inga underarter finns listade i Catalogue of Life.